# Vrhniški pirh
Vrhniški pirh je patentirano ime za vrsto pirha, izdelanega s prebadanjem jajčne lupine. Ime je leta 1995 zaščitil Franc Grom, inovator in izdelovalec tovrstnih umetniško oblikovanih jajc, ki jih zaznamuje tudi do 17.000 luknjic.